# 沙溪镇 (汨罗市)
沙溪镇，中华人民共和国湖南省岳阳市汨罗市已撤销的一个镇，位于汨罗市东南部。

## 建制沿革
- 1956年，设沙溪乡。
- 1958年，属五星公社（后改神鼎公社）。
- 1961年，析置沙溪公社。
- 1984年，改置沙溪乡。
- 2001年，改置沙溪镇。
- 2015年，与黄柏镇成建制合并设立神鼎山镇。

## 行政区划
沙溪镇下辖13个行政村：
- 划江村、划力村、关山村、兰溪村、青联村、双龙村、双楠村、双江村、沙溪村、大桥村、苏溪村、金鄂村、农科村